# Липицы (Новгородская область)

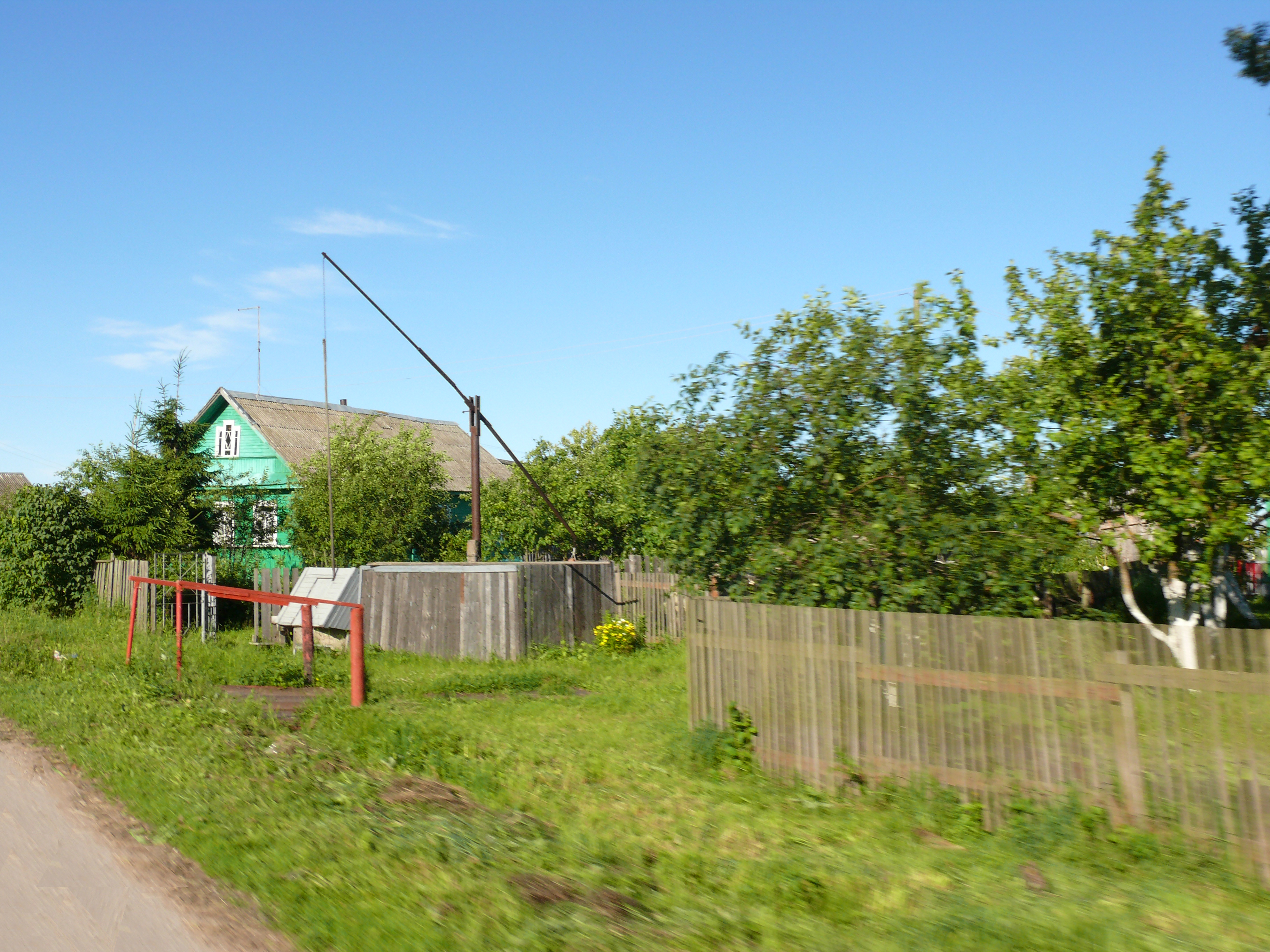
Дом с колодцем в Липицах

Липицы — деревня в Новгородском муниципальном районе Новгородской области, входит в состав Борковского сельского поселения.
Деревня расположена в новгородском Поозерье, в 2 км от берега озера Ильмень. Ближайшие населённые пункты — деревни Заболотье, Курицко, Горошково. Площадь территории деревни Липицы 51,35 га.

## Населения
| 2009 | 2010 |
| ---- | ---- |
| 147  | ↗156 |

## История
Липицы впервые упоминаются в писцовой книге 1501 года. В ней сообщается, что до присоединения Новгорода к Москве в деревне имелся большой двор, владел которым новгородский боярин Лукин. Рядом с двором произрастало два больших сада в 109 яблонь.
В советское время в Липицах работал животноводческий комплекс колхоза «Искра».
До весны 2010 года деревня входила в состав ныне упразднённого Серговского сельского поселения.